# ダン・バラン
ダン・ミハイ・バラン（ルーマニア語: Dan Mihai Bălan, 1979年2月6日 - ）は、モルダヴィア・ソビエト社会主義共和国キシナウ出身のルーマニアのミュージシャン。
2004年の「恋のマイアヒ」で世界的に大流行した O-Zone の元メンバーであり、2006年からはソロプロジェクトの Crazy Loop として活動している。

## 来歴
2005年に O-Zone が解散した後、2006年に Crazy Loop 名義での活動を開始。そして2008年、同名義でのファーストシングルとなる "Mm-ma-ma" をリリースした。この曲はルーマニアで1位を記録するも、他国ではヒットしなかった。
2010年において、彼はアメリカ人のシンガーソングライターであるケイティ・ディシッコがフィーチャリングする形で、シングルである "Chica Bomb" をリリースした。シングル "Chica Bomb" はヨーロッパでヒットした。ロシアとギリシャでは1位を記録した。"Chica Bomb" は、O-Zone 解散以降において長年にわたって停滞していた彼の国際的キャリアにおける、名実共に最もヒットしたシングル曲となった。
2018年9月12日、O-Zone のヒット曲である "Dragostea Din Tei" のリリース15周年を記念したアニバーサリーソングとして "Numa Numa 2" をリリースした。

## ディスコグラフィ

### アルバム
- Crazy Loop 名義
  - "The Power of Shower"（2007年12月）

### シングル
- Crazy Loop 名義
  - "Mm-ma-ma"（2008年）
  - "Joanna (Shut Up!)"（2008年）
- ダン・バラン名義
  - "Chica Bomb"（2010年）
  - "Justify Sex"（2010年）
  - "Freedom"（2011年）
  - "Numa Numa 2"（2018年）